# نمنچینه
نمنچینه (به لاتین: Nemenčinė) در لیتوانی با جمعیت ۵٬۰۵۴ نفر است که در Vilnius district municipality واقع شده‌است.